# Lijst van nummer 1-hits in de Radio 2 Top 30 in 1990
Deze hits stonden in 1990 op nummer 1 in de BRT Top 30, de voorloper van de huidige Vlaamse Radio 2 Top 30.
| Nummer | Datum        | Artiest                         | Titel                                  |
| ------ | ------------ | ------------------------------- | -------------------------------------- |
| 370    | 6 januari    | Phil Collins                    | Another Day in Paradise                |
|        | 13 januari   | Phil Collins                    | Another Day in Paradise                |
|        | 20 januari   | Phil Collins                    | Another Day in Paradise                |
|        | 27 januari   | Phil Collins                    | Another Day in Paradise                |
| 371    | 3 februari   | Lisa Stansfield                 | All Around the World                   |
|        | 10 februari  | Phil Collins                    | Another Day in Paradise                |
| 372    | 17 februari  | David A. Stewart & Candy Dulfer | Lily Was Here                          |
| 373    | 24 februari  | Technotronic                    | Get Up! (Before the Night Is Over)     |
|        | 3 maart      | Technotronic                    | Get Up! (Before the Night Is Over)     |
|        | 10 maart     | Technotronic                    | Get Up! (Before the Night Is Over)     |
| 374    | 17 maart     | Sinéad O'Connor                 | Nothing Compares 2 U                   |
|        | 24 maart     | Sinéad O'Connor                 | Nothing Compares 2 U                   |
|        | 31 maart     | Sinéad O'Connor                 | Nothing Compares 2 U                   |
|        | 7 april      | Sinéad O'Connor                 | Nothing Compares 2 U                   |
|        | 14 april     | Sinéad O'Connor                 | Nothing Compares 2 U                   |
|        | 21 april     | Sinéad O'Connor                 | Nothing Compares 2 U                   |
| 375    | 28 april     | Michael Bolton                  | How Am I Supposed to Live Without You  |
|        | 5 mei        | Michael Bolton                  | How Am I Supposed to Live Without You  |
| 376    | 12 mei       | Guru Josh                       | Infinity (1990's... Time for the Guru) |
| 377    | 19 mei       | Madonna                         | Vogue                                  |
| 378    | 26 mei       | Vaya Con Dios                   | What's a Woman?                        |
|        | 2 juni       | Vaya Con Dios                   | What's a Woman?                        |
|        | 9 juni       | Vaya Con Dios                   | What's a Woman?                        |
|        | 16 juni      | Vaya Con Dios                   | What's a Woman?                        |
|        | 23 juni      | Vaya Con Dios                   | What's a Woman?                        |
|        | 30 juni      | Vaya Con Dios                   | What's a Woman?                        |
|        | 7 juli       | Vaya Con Dios                   | What's a Woman?                        |
|        | 14 juli      | Vaya Con Dios                   | What's a Woman?                        |
| 379    | 21 juli      | Gary Moore                      | Still Got the Blues (For You)          |
|        | 28 juli      | Gary Moore                      | Still Got the Blues (For You)          |
| 380    | 4 augustus   | Adamski                         | Killer                                 |
|        | 11 augustus  | Adamski                         | Killer                                 |
| 381    | 18 augustus  | MC Hammer                       | U Can't Touch This                     |
|        | 25 augustus  | MC Hammer                       | U Can't Touch This                     |
|        | 1 september  | MC Hammer                       | U Can't Touch This                     |
|        | 8 september  | MC Hammer                       | U Can't Touch This                     |
|        | 15 september | MC Hammer                       | U Can't Touch This                     |
| 382    | 22 september | Londonbeat                      | I've Been Thinking About You           |
| 383    | 29 september | Lorca                           | Ritmo de la noche                      |
|        | 6 oktober    | Lorca                           | Ritmo de la noche                      |
| 382    | 13 oktober   | London Beat                     | I've Been Thinking About You           |
|        | 20 oktober   | London Beat                     | I've Been Thinking About You           |
| 384    | 27 oktober   | Matthias Reim                   | Verdammt, ich lieb' Dich               |
|        | 3 november   | Matthias Reim                   | Verdammt, ich lieb' Dich               |
|        | 10 november  | Matthias Reim                   | Verdammt, ich lieb' Dich               |
|        | 17 november  | Matthias Reim                   | Verdammt, ich lieb' Dich               |
|        | 24 november  | Matthias Reim                   | Verdammt, ich lieb' Dich               |
| 385    | 1 december   | Maria McKee                     | Show Me Heaven                         |
|        | 8 december   | Maria McKee                     | Show Me Heaven                         |
|        | 15 december  | Maria McKee                     | Show Me Heaven                         |
|        | 22 december  | Maria McKee                     | Show Me Heaven                         |
| 386    | 29 december  | Enigma                          | Sadeness (Part I)                      |